# أندريه فيلي
أندريه رايلي جيفنز (بالإنجليزية: Andre Riley Givens؛ مواليد 25 يونيو 1990) هو مُقاتل فنون قتالية مختلطة أمريكي.

## وصلات خارجية
- أندريه فيلي على موقع يو إف سي (الإنجليزية)
- أندريه فيلي على موقع شيردوغ (الإنجليزية)
- أندريه فيلي على موقع Tapology.com (الإنجليزية)
- أندريه فيلي على موقع IMDb (الإنجليزية)
- أندريه فيلي على موقع قاعدة بيانات الفيلم (الإنجليزية)